# خولیان سانچس (دوچرخه‌سوار)
خولیان سانچس (اسپانیایی: Julián Sánchez‎؛ زادهٔ ۲۶ فوریهٔ ۱۹۸۰) دوچرخه‌سوار اهل اسپانیا است.